# Ladybird Ladybird
Ladybird, Ladybird, é um drama britânico de 1994 dirigido por Ken Loach.
O filme faz parte da lista dos 1000 melhores filmes de todos os tempos do The New York Times.